# Frontière entre l'Estonie et la Suède
La frontière entre l'Estonie et la Suède est entièrement maritime, intégralement située en mer Baltique. Elle formait une partie de la frontière extérieure de l'Union européenne à partir du 1er janvier 1995, date d'adhésion de la Suède, avant d'en devenir une frontière intérieure à la suite de l'adhésion de l'Estonie le 1er mai 2004.
La ligne se situe à équidistance des îles suédoises de Gotland et Gotska Sandön avec l'île estonienne de Saaremaa.
La ligne délimitant le plateau continental et les zones économiques exclusives de la Suède et de l'Estonie suit les lignes droites (lignes géodésiques) reliant les points correspondant aux coordonnées géographiques suivantes :
- Point A : 58°01,440' de latitude N 20°23,755' de longitude E
- Point B : 58°11,981' de latitude N 20°22,280' de longitude E
- Point C : 58°28,979' de latitude N 20°26,367' de longitude E
- Point D : 58°46,812' de latitude N 20°28,448' de longitude E

Le tripoint Lettonie-Estonie-Suède a été défini dans un accord trilatéral signé le 30 avril 1997 : Ce point qui correspond au point A se situe exactement aux coordonnées 58°01,440' de latitude N et 20°23,755' de longitude E
Le tripoint Finlande-Estonie-Suède a été défini dans un accord trilatéral signé le 16 janvier 2001 : Ce point se situe exactement aux coordonnées 58°01,440' de latitude N et 20°23,755' de longitude E